# Label ISR
Le label ISR (nom complet : label « investissement socialement responsable ») est un label français créé en 2016 par le ministère de l'Économie et des Finances, dont l'objectif est d'offrir une meilleure visibilité aux fonds d'investissement respectant les principes de l'investissement socialement responsable, autorisés à la commercialisation en France. Historiquement attribué à des fonds de type OPCVM (Sicav et FCP) et aux fonds d'investissement alternatif (FIA), il peut également être attribué depuis 2020 à des fonds immobiliers (SCPI et OPCI notamment).
Le label ISR ne doit pas être confondu avec le label Finansol, qui distingue les produits d'épargne solidaire, ni avec le label CIES, qui s'applique aux produits d'épargne salariale, ni avec le label Greenfin (ex-label « TEEC »), créé par le ministère de l'Écologie et destiné à donner plus de visibilité aux fonds d'investissement « verts ».

## Contexte
Le label est créé dans le contexte du développement de l'investissement responsable dans le domaine de la gestion d'actifs. Dans les années 2000, plusieurs sociétés de gestion commencent à lancer des fonds d'investissement qualifiés de « fonds ISR », tenant compte de critères environnementaux, sociaux et de gouvernance (critères ESG) dans la sélection des actions et/ou des obligations composant le portefeuille de leurs fonds (Sicav et FCP). La méthodologie d'investissement « responsable » reste discrétionnaire : chaque société de gestion peut appliquer ses propres critères de sélection du fait que les régulateurs (AEMF au niveau européen, AMF en France, SEC aux États-Unis) ne cherchent pas immédiatement à définir un cadre strict pour qualifier ce qui peut être considéré comme une approche d'investissement responsable.
Un besoin d'information et de transparence apparaît de ce fait pour les investisseurs (particuliers ou institutionnels) et leurs intermédiaires (conseillers financiers ou courtiers) pour être en mesure d'identifier aisément les fonds respectant une approche d'investissement réellement responsable. En France, un premier « label ISR » est créé en 2009 par Novethic, filiale de la Caisse des dépôts et consignations,. Ce label est attribué chaque année aux fonds d'investissement respectant des critères éthiques spécifiques. 104 fonds sont ainsi labellisés « ISR » par Novethic en 2013, puis 111 en 2014.
À partir de l'année 2014, le ministère de l'Économie et des Finances s'empare de la question de la labellisation des fonds ISR, que le gouvernement cherche à promouvoir dans le cadre du financement de la transition énergétique. Un nouveau « label ISR » est officiellement annoncé par le ministre Michel Sapin le 28 septembre 2015 lors du lancement de la « semaine de l'ISR 2015 ». Le label est créé le 8 janvier 2016 par le décret no 2016-10 et remplace ainsi le « label ISR Novethic ». Les premiers labels ISR gouvernementaux sont attribués en septembre 2016,.

## Règles d'attribution
Les règles d'attribution du label ISR sont précisées dans l'annexe no 2 de l'arrêté du 8 janvier 2016, amendé le 14 décembre 2018 puis le 23 juillet 2020, constituant le « référentiel » du label,.
Pour être éligible au label, un fonds d'investissement doit remplir un ensemble de critères répartis en six « piliers ». Ces six piliers recouvrent la prise en compte des critères ESG, mais également la communication de ces critères auprès des investisseurs, l'adoption d'outils d'analyse extra-financière, l'adoption d'une politique de vote cohérente avec ces engagements en assemblées générales (dans le cas d'un investissement en actions), ou encore la publication d'indicateurs de suivi des performances ESG du portefeuille du fonds.
Les fonds candidats au label sont audités pour s'assurer de leur conformité à l'ensemble des six piliers du référentiel du label. Cet audit est réalisé par trois organismes indépendants accrédités par le Comité français d'accréditation (Cofrac), directement habilités à décerner le label ISR : Afnor Certification, EY France et Deloitte. Le label ISR est attribué aux fonds pour une durée renouvelable de trois ans. Des contrôles ont lieu au moins une fois par an pendant cette période pour s'assurer que la méthodologie de gestion respecte bien à tout moment les exigences du label.
Le comité du label propose le 18 avril 2023 le nouveau référentiel du label ISR qu'il soumet à la consultation publique. Il propose d'exclure les producteurs de charbon ou d'énergies fossiles non conventionnelles pour plus de 5 % de leur production, ainsi que ceux qui investissent dans tout nouveau projet de ce type. Les grands groupes pétroliers européens et américains seraient donc exclus. Par ailleurs, les 30 % d'entreprises les moins performantes en matière d'ESG devraient être exclues, contre 20 % dans les recommandations de fin octobre 2022. Les fonds qui bénéficient du label ISR devront s'assurer que les entreprises les plus polluantes de leur portefeuille ont établi une trajectoire de transition et prévu les moyens pour y parvenir. Elles devront notamment avoir une cible de réduction des émissions à court, moyen et long terme, cohérente avec les accords de Paris et l'objectif de réduction de 55 % de l'Union européenne d'ici à 2030.
Le ministère de l'Économie et des Finances décide en novembre 2023 d'exclure du label ISR les entreprises qui développent de nouveaux projets d'hydrocarbures ; l'entrée en vigueur de cette mesure est fixée au 1er mars 2024 pour les nouveaux fonds d'investissement : les fonds existants ont un délai d'adaptation d'un an supplémentaire pour s'adapter,.

## Développement
La loi Pacte de 2019 joue un rôle important dans le développement du label ISR en participant au fléchage de l'épargne des Français vers l'investissement responsable,. Cette loi oblige les assureurs et bancassureurs à proposer dès 2020 dans leurs contrats d'assurance-vie au moins un fonds d'investissement labellisé « ISR » ou « vert » ou « solidaire » parmi leur offre en « unités de compte », et de proposer chacun de ces trois types de fonds à compter de 2022,. Cette disposition accélère la volonté, de la part des sociétés de gestion, d'obtenir le label ISR pour favoriser la distribution de leurs fonds dans le cadre des contrats d'assurance-vie qui drainent une part importante de l'épargne des Français.
Le cadre du label ISR est également élargi par un décret du 23 juillet 2020, lui permettant d'être attribué à compter du 23 octobre 2020 à des fonds immobiliers (SCPI, OPCI), ainsi qu'à d'autres fonds d'investissement alternatifs au-delà des FIVG (éligibilité depuis 2020 des FPS, FPVG et OFS),,. Dans le domaine immobilier, le label ISR vise notamment à soutenir l'approche d’investissement dite « best in progress », au travers de laquelle les sociétés de gestion s'engagent notamment à réhabiliter d'anciens biens immobiliers pour améliorer leurs performances énergétiques,.
En 2025, le ministère de l'Économie et des Finances annonce qu'environ 940 fonds d'investissement disposent du label ISR. Ces fonds sont gérés par 210 sociétés différentes et totalisent plus de 800 milliards d'euros d'encours. Le nombre de fonds labellisés était de 96 en fin d'année 2017, 146 en fin d'année 2018, 321 en fin d'année 2019 et 656 en fin d'année 2020.

## Gouvernance
Sur le plan juridique, la marque et le référentiel du label ISR sont la propriété des pouvoirs publics. Sur le plan opérationnel, les grandes orientations du label et l'évolution de son cahier des charges sont proposées aux pouvoirs publics par le comité du label, composé de 13 membres et présidé par Michèle Pappalardo depuis 2021, après avoir été présidé de 2016 à 2021 par Nicole Notat,. Le comité se compose de représentants des différentes parties prenantes : cinq membres sont désignés en raison de leurs compétences professionnelles en gestion d'actifs, en distribution de produits, en épargne salariale ou en tant qu'investisseurs institutionnels, et sept autres membres sont désignés pour leur expérience académique, associative ou professionnelle en matière d'investissement à impact, de réglementation européenne, d'analyse, de comptabilité ou d'économie de l'environnement,. Le ministère de l'Économie et des Finances continue de jouer un rôle d'observateur au sein de ce comité.

## Controverses
Le label ISR n'est pas exempt de controverses et de débats. En premier lieu, le label fait parfois l'objet de critiques du fait qu'il n'impose pas aux sociétés de gestion de prendre en compte des critères d'exclusion (énergies fossiles, tabac, etc) dans leurs choix d'investissements, contrairement à d'autres labels,.
De manière plus générale, le label ISR reste optionnel pour qu'une société de gestion puisse commercialiser un fonds en le présentant comme un fonds « ISR » respectant des critères « ESG ». De fait, plusieurs sociétés de gestion françaises déclarent appliquer des critères de sélection ESG à l'ensemble de leur gamme de fonds, sans pour autant chercher à obtenir le label ISR, engendrant un manque de visibilité pour le label dans son domaine,.
En décembre 2020, un rapport de l'Inspection générale des finances recommande de renforcer les exigences du label pour répondre à ces enjeux, en proposant notamment « l'ajout d'exclusions normatives et sectorielles » dans le référentiel du label. Une réforme est lancée le 25 mars 2021 par Bruno Le Maire et Olivia Grégoire dans le but de répondre à cette recommandation et faire évoluer les critères du label à l'horizon 2022,. Dans ce cadre, un changement de gouvernance est opéré le 11 octobre 2021, donnant lieu notamment au renouvellement de l'ensemble des treize membres du comité du label,.